# Schistura
Schistura is een geslacht van straalvinnige vissen uit de familie van bermpjes (Nemacheilidae).

## Soorten
- Schistura acuticephalus (Hora, 1929)
- Schistura afasciata Mirza & Bãnãrescu, 1981
- Schistura alta Nalbant & Bianco, 1998
- Schistura alticrista Kottelat, 1990
- Schistura altipedunculatus (Bãnãrescu & Nalbant, 1968)
- Schistura amplizona Kottelat, 2000
- Schistura anambarensis (Mirza & Bãnãrescu, 1970)
- Schistura antennata Freyhof & Serov, 2001
- Schistura aramis Kottelat, 2000
- Schistura arifi Mirza & Bãnãrescu, 1981
- Schistura athos Kottelat, 2000
- Schistura atra Kottelat, 1998
- Schistura aurantiaca Plongsesthee, Page & Beamish, 2011
- Schistura bachmaensis Freyhof & Serov, 2001
- Schistura bairdi Kottelat, 2000
- Schistura balteata (Rendahl, 1948)
- Schistura baluchiorum (Zugmayer, 1912)
- Schistura bannaensis Chen, Yang & Qi, 2005
- Schistura beavani (Günther, 1868)
- Schistura bella Kottelat, 1990
- Schistura bolavenensis Kottelat, 2000
- Schistura breviceps (Smith, 1945)
- Schistura bucculenta (Smith, 1945)
- Schistura callichromus (Zhu & Wang, 1985)
- Schistura callidora Bohlen & Slechtová, 2011
- Schistura carbonaria Freyhof & Serov, 2001
- Schistura cataracta Kottelat, 1998
- Schistura caudofurca (Mai, 1978)
- Schistura ceyhanensis Erk'Akan, Nalbant & Özeren, 2007
- Schistura chapaensis (Rendahl, 1944)
- Schistura chindwinica (Tilak & Husain, 1990)
- Schistura chrysicristinae Nalbant, 1998
- Schistura cincticauda (Blyth, 1860)
- Schistura clatrata Kottelat, 2000
- Schistura conirostris (Zhu, 1982)
- Schistura coruscans Kottelat, 2000
- Schistura crabro Kottelat, 2000
- Schistura cryptofasciata Chen, Kong & Yang, 2005
- Schistura curtistigma Mirza & Nalbant, 1981
- Schistura dalatensis Freyhof & Serov, 2001
- Schistura daubentoni Kottelat, 1990
- Schistura dayi (Hora, 1935)
- Schistura deansmarti Vidthayanon & Kottelat, 2003
- Schistura defectiva Kottelat, 2000
- Schistura deignani (Smith, 1945)
- Schistura desmotes (Fowler, 1934)
- Schistura diminuta Ou, Montaña, Winemiller & Conway, 2011
- Schistura disparizona Zhou & Kottelat, 2005
- Schistura dorsizona Kottelat, 1998
- Schistura dubia Kottelat, 1990
- Schistura ephelis Kottelat, 2000
- Schistura evreni Erk'Akan, Nalbant & Özeren, 2007
- Schistura fasciata Lokeshwor & Vishwanath, 2011
- Schistura fascimaculata Mirza & Nalbant, 1981
- Schistura fasciolata (Nichols & Pope, 1927)
- Schistura finis Kottelat, 2000
- Schistura fowleriana (Smith, 1945)
- Schistura fusinotata Kottelat, 2000
- Schistura geisleri Kottelat, 1990
- Schistura globiceps Kottelat, 2000
- Schistura harnaiensis (Mirza & Nalbant, 1969)
- Schistura himachalensis (Menon, 1987)
- Schistura hingi (Herre, 1934)
- Schistura hoai (Nguyen, 2005)
- Schistura horai (Menon, 1952)
- Schistura humilis (Lin, 1932)
- Schistura huongensis Freyhof & Serov, 2001
- Schistura imitator Kottelat, 2000
- Schistura implicata Kottelat, 2000
- Schistura incerta (Nichols, 1931)
- Schistura irregularis Kottelat, 2000
- Schistura isostigma Kottelat, 1998
- Schistura jarutanini Kottelat, 1990
- Schistura kangjupkhulensis (Hora, 1921)
- Schistura kaysonei Vidthayanon & Jaruthanin, 2002
- Schistura kengtungensis (Fowler, 1936)
- Schistura khamtanhi Kottelat, 2000
- Schistura khugae Vishwanath & Shanta, 2004
- Schistura kloetzliae Kottelat, 2000
- Schistura kohatensis Mirza & Bãnãrescu, 1981
- Schistura kohchangensis (Smith, 1933)
- Schistura kongphengi Kottelat, 1998
- Schistura kontumensis Freyhof & Serov, 2001
- Schistura laterimaculata Kottelat, 1990
- Schistura latidens Kottelat, 2000
- Schistura latifasciata (Zhu & Wang, 1985)
- Schistura leukensis Kottelat, 2000
- Schistura lineatus (Nguyen, 2005)
- Schistura lingyunensis Liao, Wang & Luo, 1997
- Schistura longa (Zhu, 1982)
- Schistura machensis (Mirza & Nalbant, 1970)
- Schistura macrocephalus Kottelat, 2000
- Schistura macrolepis Mirza & Bãnãrescu, 1981
- Schistura macrotaenia (Yang, 1990)
- Schistura maculiceps (Roberts, 1989)
- Schistura maepaiensis Kottelat, 1990
- Schistura magnifluvis Kottelat, 1990
- Schistura mahnerti Kottelat, 1990
- Schistura malaisei Kottelat, 1990
- Schistura manipurensis (Chaudhuri, 1912)
- Schistura melarancia Kottelat, 2000
- Schistura menanensis (Smith, 1945)
- Schistura minutus Vishwanath & Shanta Kumar, 2006
- Schistura moeiensis Kottelat, 1990
- Schistura multifasciata (Day, 1878)
- Schistura nagaensis (Menon, 1987)
- Schistura nagodiensis Sreekantha, Gururaja, Rema Devi, Indra & Ramachandra, 2006
- Schistura nalbanti (Bãnãrescu & Mirza, 1972)
- Schistura namboensis Freyhof & Serov, 2001
- Schistura namiri (Krupp & Schneider, 1991)
- Schistura nandingensis (Zhu & Wang, 1985)
- Schistura nasifilis (Pellegrin, 1936)
- Schistura nicholsi (Smith, 1933)
- Schistura nielseni Nalbant & Bianco, 1998
- Schistura niulanjiangensis Chen, Lu & Mao, 2006
- Schistura nomi Kottelat, 2000
- Schistura notostigma (Bleeker, 1863)
- Schistura novemradiata Kottelat, 2000
- Schistura nudidorsum Kottelat, 1998
- Schistura obeini Kottelat, 1998
- Schistura oedipus (Kottelat, 1988)
- Schistura orthocauda (Mai, 1978)
- Schistura pakistanica (Mirza & Bãnãrescu, 1969)
- Schistura papulifera Kottelat, Harries & Proudlove, 2007
- Schistura paucicincta Kottelat, 1990
- Schistura paucifasciata (Hora, 1929)
- Schistura personata Kottelat, 2000
- Schistura pertica Kottelat, 2000
- Schistura pervagata Kottelat, 2000
- Schistura poculi (Smith, 1945)
- Schistura porthos Kottelat, 2000
- Schistura prashadi (Hora, 1921)
- Schistura pridii Vidthayanon, 2003
- Schistura procera Kottelat, 2000
- Schistura pseudofasciolata Zhou & Cui, 1993
- Schistura psittacula Freyhof & Serov, 2001
- Schistura pumatensis Nguyen & Nguyen, 2007
- Schistura punctatus (Nguyen, 2005)
- Schistura punctifasciata Kottelat, 1998
- Schistura punjabensis (Hora, 1923)
- Schistura quaesita Kottelat, 2000
- Schistura quasimodo Kottelat, 2000
- Schistura rara (Zhu & Cao, 1987)
- Schistura reidi (Smith, 1945)
- Schistura rendahli (Bãnãrescu & Nalbant, 1968)
- Schistura reticulata Vishwanath & Nebeshwar Sharma, 2004
- Schistura reticulofasciata (Singh & Bãnãrescu, 1982)
- Schistura rikiki Kottelat, 2000
- Schistura robertsi Kottelat, 1990
- Schistura rupecula McClelland, 1838
- Schistura russa Kottelat, 2000
- Schistura samantica (Bãnãrescu & Nalbant, 1978)
- Schistura savona (Hamilton, 1822)
- Schistura scaturigina McClelland, 1839
- Schistura schultzi (Smith, 1945)
- Schistura sertata Kottelat, 2000
- Schistura sexcauda (Fowler, 1937)
- Schistura seyhanicola Erk'Akan, Nalbant & Özeren, 2007
- Schistura shadiwalensis Mirza & Nalbant, 1981
- Schistura sharavathiensis Sreekantha, Gururaja, Rema Devi, Indra & Ramachandra, 2006
- Schistura sigillata Kottelat, 2000
- Schistura sijuensis (Menon, 1987)
- Schistura sikmaiensis (Hora, 1921)
- Schistura similis Kottelat, 1990
- Schistura sokolovi Freyhof & Serov, 2001
- Schistura sombooni Kottelat, 1998
- Schistura spekuli Kottelat, 2004
- Schistura spiesi Vidthayanon & Kottelat, 2003
- Schistura spiloptera (Valenciennes, 1846)
- Schistura spilota (Fowler, 1934)
- Schistura suber Kottelat, 2000
- Schistura susannae Freyhof & Serov, 2001
- Schistura tenura Kottelat, 2000
- Schistura thanho Freyhof & Serov, 2001
- Schistura tigrinum Vishwanath & Nebeshwar Sharma, 2005
- Schistura tirapensis Kottelat, 1990
- Schistura tizardi Kottelat, 2000
- Schistura tubulinaris Kottelat, 1998
- Schistura udomritthiruji Bohlen & ?lechtová, 2010
- Schistura vinciguerrae (Hora, 1935)
- Schistura waltoni (Fowler, 1937)
- Schistura xhatensis Kottelat, 2000
- Schistura yersini Freyhof & Serov, 2001
- Schistura zonata McClelland, 1839